# Cándida López Cano
Cándida López Cano nació en Socuéllamos, Ciudad Real, Castilla-La Mancha, en el año 1936 y falleció en Alicante, Comunidad Valenciana, el 25 de septiembre del año 2013.
Trabajó como modelo profesional, ámbito laboral en el que empleaba el pseudónimo de Ita del Olmo. Más tarde pasó a trabajar de actriz, y esta vez utilizó como nombre profesional Candice Kay. Mientras es actriz conoce al que se convertiría en su esposo (en 1964), el también actor Aldo Sambrell, para quien acabaría trabajando como representante, siendo madre putativa de su hijo Aldo Cavaleiro.

## Filmografía[3]
- Río seco (Corto) (acreditada como Candice Kay) en 2006
- Al oeste de Río Grande (como Candice Kay) en 1983
- La doctora, el alcalde y su señora, en el papel de Bella (como Candice Kay) en 1982
- Matar para vivir (como Candice Kay) en 1980
- Los tres supermanes contra el padrino (no aparece en los títulos de crédito) en 1979
- La última jugada en el papel de Helen Carstairs (como Candice Kay) en 1975
- El otro Fu-Man-Chú en 1946